# 21-idrossisteroide deidrogenasi (NADP+)
La 21-idrossisteroide deidrogenasi (NADP+) è un enzima appartenente alla classe delle ossidoreduttasi, che catalizza la seguente reazione:
pregnan-21-olo + NADP+ ⇄ pregnan-21-ale + NADPH + H+
L'enzima agisce su numerosi 21-idrossicorticosteroidi.